# Mistrovství světa ve fotbale hráčů do 16 let 1985
Mistrovství světa ve fotbale hráčů do 16 let 1985 bylo prvním ročníkem tohoto turnaje. Vítězem se stala nigerijská fotbalová reprezentace do 16 let.

## Kvalifikace
Na turnaj se kvalifikovaly nejlepší týmy z jednotlivých kontinentálních mistrovství.
| - Afrika (CAF) - Konžská republika - Guinea - Nigérie - Asie (AFC) - Katar - Saúdská Arábie - Severní, Střední Amerika a Karibik (CONCACAF) - Kostarika - Mexiko - USA - Jižní Amerika (CONMEBOL) - Argentina - Bolívie - Brazílie |  | - Evropa (UEFA) - Maďarsko - Itálie - SRN - Oceánie (OFC) - Austrálie - Hostitel - Čína |

## Základní skupiny

### Skupina A
| Tým     | B | Z | V | R | P | VG | IG | +/- |
| ------- | - | - | - | - | - | -- | -- | --- |
| Čína    | 5 | 3 | 2 | 1 | 0 | 6  | 3  | +3  |
| Guinea  | 4 | 3 | 2 | 0 | 1 | 5  | 2  | +3  |
| USA     | 2 | 3 | 1 | 0 | 2 | 3  | 5  | -2  |
| Bolívie | 1 | 3 | 0 | 1 | 2 | 2  | 6  | -4  |

| 31. července 1985 19:00 |          |             |                                                                  |
| Čína                    | 1:1      | Bolívie     | Stadion pracujících, Peking diváci: 80 000 rozhodčí: Miklos Nagy |
| Xie Yuxin 28' (pen.)    | (Report) | Sánchez 13' | Stadion pracujících, Peking diváci: 80 000 rozhodčí: Miklos Nagy |

| 31. července 1985 20:45 |          |     |                                                                              |
| Guinea                  | 1:0      | USA | Stadion pracujících, Peking diváci: 80 000 rozhodčí: Fallaj Khuzam Al Shanar |
| Koita 68'               | (Report) |     | Stadion pracujících, Peking diváci: 80 000 rozhodčí: Fallaj Khuzam Al Shanar |

| 2. srpna 1985 19:00                 |          |           |                                                                            |
| Čína                                | 2:1      | Guinea    | Stadion pracujících, Peking diváci: 40 000 rozhodčí: Carlos Alfaro Venegas |
| Xie Yuxin 18' (pen.) Guo Zhuang 27' | (Report) | Sylla 42' | Stadion pracujících, Peking diváci: 40 000 rozhodčí: Carlos Alfaro Venegas |

| 2. srpna 1985 20:45 |          |                       |                                                                        |
| Bolívie             | 1:2      | USA                   | Stadion pracujících, Peking diváci: 40 000 rozhodčí: Alhati Salahudeen |
| Etcheverry 31'      | (Report) | McPhail 51' Pride 64' | Stadion pracujících, Peking diváci: 40 000 rozhodčí: Alhati Salahudeen |

| 4. srpna 1985 19:00                           |          |           |                                                                      |
| Čína                                          | 3:1      | USA       | Stadion pracujících, Peking diváci: 60 000 rozhodčí: Carlos Esposito |
| Cao Xiandong 20' Guo Zhuang 22' Sun Bowei 25' | (Report) | Pride 75' | Stadion pracujících, Peking diváci: 60 000 rozhodčí: Carlos Esposito |

| 4. srpna 1985 20:45 |          |                                |                                                                  |
| Bolívie             | 0:3      | Guinea                         | Stadion pracujících, Peking diváci: 60 000 rozhodčí: Miklos Nagy |
|                     | (Report) | Soumah 32' Toure 37' Koita 55' | Stadion pracujících, Peking diváci: 60 000 rozhodčí: Miklos Nagy |

### Skupina B
| Tým               | B | Z | V | R | P | VG | IG | +/- |
| ----------------- | - | - | - | - | - | -- | -- | --- |
| Austrálie         | 6 | 3 | 3 | 0 | 0 | 4  | 1  | +3  |
| SRN               | 3 | 3 | 1 | 1 | 1 | 5  | 3  | +2  |
| Argentina         | 3 | 3 | 1 | 1 | 1 | 5  | 4  | +1  |
| Konžská republika | 0 | 3 | 0 | 0 | 3 | 4  | 10 | -6  |

| 31. července 1985 19:00 |          |           |                                                         |
| Austrálie               | 1:0      | Argentina | Tchien-ťin diváci: 20 000 rozhodčí: Joaquin Urrea Reyes |
| Naven 28'               | (Report) |           | Tchien-ťin diváci: 20 000 rozhodčí: Joaquin Urrea Reyes |

| 31. července 1985 20:45 |          |                                            |                                                   |
| Konžská republika       | 1:4      | SRN                                        | Tchien-ťin diváci: 20 000 rozhodčí: Chen Shengcai |
| Kakou 73'               | (Report) | Mirwald 21' Witeczek 38', 65' Dammeier 56' | Tchien-ťin diváci: 20 000 rozhodčí: Chen Shengcai |

| 2. srpna 1985 19:00     |          |                   |                                                               |
| Austrálie               | 2:1      | Konžská republika | Tchien-ťin diváci: 20 000 rozhodčí: Hassan Abdullah Al Mullah |
| Trimboli 19' Thodis 42' | (Report) | Kakou 76'         | Tchien-ťin diváci: 20 000 rozhodčí: Hassan Abdullah Al Mullah |

| 2. srpna 1985 20:45 |          |             |                                                   |
| Argentina           | 1:1      | SRN         | Tchien-ťin diváci: 20 000 rozhodčí: Claudio Pieri |
| Cáceres 16'         | (Report) | Gabriel 15' | Tchien-ťin diváci: 20 000 rozhodčí: Claudio Pieri |

| 4. srpna 1985 19:00 |          |     |                                                  |
| Austrálie           | 1:0      | SRN | Tchien-ťin diváci: 20 000 rozhodčí: Karim Camara |
| Trimboli 12'        | (Report) |     | Tchien-ťin diváci: 20 000 rozhodčí: Karim Camara |

| 4. srpna 1985 20:45                                |          |                              |                                                         |
| Argentina                                          | 4:2      | Konžská republika            | Tchien-ťin diváci: 20 000 rozhodčí: Joaquin Urrea Reyes |
| Maradona 23' (pen.), 24' Rodriguez 38' Alvarez 63' | (Report) | Salles 46' Mantot 60' (pen.) | Tchien-ťin diváci: 20 000 rozhodčí: Joaquin Urrea Reyes |

### Skupina C
| Tým            | B | Z | V | R | P | VG | IG | +/- |
| -------------- | - | - | - | - | - | -- | -- | --- |
| Saúdská Arábie | 5 | 3 | 2 | 1 | 0 | 7  | 2  | +5  |
| Nigérie        | 5 | 3 | 2 | 1 | 0 | 4  | 0  | +4  |
| Itálie         | 2 | 3 | 1 | 0 | 2 | 3  | 4  | -1  |
| Kostarika      | 0 | 3 | 0 | 0 | 3 | 1  | 9  | -8  |

| 31. července 1985 19:00                                 |          |             |                                                 |
| Saúdská Arábie                                          | 4:1      | Kostarika   | Ta-lien diváci: 35 000 rozhodčí: Arnaldo Coelho |
| Al Dosary 25' Al Suraiti 63' Al Razgan 66' Al Fahad 68' | (Report) | Medford 12' | Ta-lien diváci: 35 000 rozhodčí: Arnaldo Coelho |

| 31. července 1985 20:45 |          |        |                                                 |
| Nigérie                 | 1:0      | Itálie | Ta-lien diváci: 35 000 rozhodčí: Angelo Bratsis |
| Momoh 67'               | (Report) |        | Ta-lien diváci: 35 000 rozhodčí: Angelo Bratsis |

| 2. srpna 1985 19:00 |          |         |                                                 |
| Saúdská Arábie      | 0:0      | Nigérie | Ta-lien diváci: 36 000 rozhodčí: Angelo Bratsis |
|                     | (Report) |         | Ta-lien diváci: 36 000 rozhodčí: Angelo Bratsis |

| 2. srpna 1985 20:45 |          |                            |                                                  |
| Kostarika           | 0:2      | Itálie                     | Ta-lien diváci: 30 000 rozhodčí: Simon Bantsimba |
|                     | (Report) | Caverzan 17' Bresciani 46' | Ta-lien diváci: 30 000 rozhodčí: Simon Bantsimba |

| 4. srpna 1985 19:00                     |          |               |                                                 |
| Saúdská Arábie                          | 3:1      | Itálie        | Ta-lien diváci: 30 000 rozhodčí: Arnaldo Coelho |
| Al Boushal 4', 61' Al Razgan 78' (pen.) | (Report) | Bresciani 37' | Ta-lien diváci: 30 000 rozhodčí: Arnaldo Coelho |

| 4. srpna 1985 20:45 |          |                                      |                                               |
| Kostarika           | 0:3      | Nigérie                              | Ta-lien diváci: 30 000 rozhodčí: Zhang Daqiao |
|                     | (Report) | Igbinoba 62' Momoh 70' Babatunde 72' | Ta-lien diváci: 30 000 rozhodčí: Zhang Daqiao |

### Skupina D
| Tým      | B | Z | V | R | P | VG | IG | +/- |
| -------- | - | - | - | - | - | -- | -- | --- |
| Maďarsko | 5 | 3 | 2 | 1 | 0 | 4  | 0  | +4  |
| Brazílie | 4 | 3 | 2 | 0 | 1 | 4  | 2  | +2  |
| Mexiko   | 3 | 3 | 1 | 1 | 1 | 3  | 3  | 0   |
| Katar    | 0 | 3 | 0 | 0 | 3 | 2  | 8  | -6  |

| 31. července 1985 19:00 |          |                         |                                                        |
| Katar                   | 1:2      | Brazílie                | Šanghaj diváci: 30 000 rozhodčí: Christopher Bambridge |
| Al Abdulla 50'          | (Report) | Bismarck 9' William 58' | Šanghaj diváci: 30 000 rozhodčí: Christopher Bambridge |

| 31. července 1985 20:45 |          |          |                                             |
| Mexiko                  | 0:0      | Maďarsko | Šanghaj diváci: 30 000 rozhodčí: Cui Baoyin |
|                         | (Report) |          | Šanghaj diváci: 30 000 rozhodčí: Cui Baoyin |

| 2. srpna 1985 19:00    |          |                                    |                                                        |
| Katar                  | 1:3      | Mexiko                             | Šanghaj diváci: 25 000 rozhodčí: Karl-Heinz Tritschler |
| Al Mohannadi 5' (pen.) | (Report) | Cortes 36' Ledesma 52', 77' (pen.) | Šanghaj diváci: 25 000 rozhodčí: Karl-Heinz Tritschler |

| 2. srpna 1985 20:45 |          |           |                                                        |
| Brazílie            | 0:1      | Maďarsko  | Šanghaj diváci: 25 000 rozhodčí: Christopher Bambridge |
|                     | (Report) | Kanal 55' | Šanghaj diváci: 25 000 rozhodčí: Christopher Bambridge |

| 4. srpna 1985 19:00 |          |                               |                                                     |
| Katar               | 0:3      | Maďarsko                      | Šanghaj diváci: 25 000 rozhodčí: Juan Ortube Vargas |
|                     | (Report) | Huszak 9' Marik 38' Kanal 80' | Šanghaj diváci: 25 000 rozhodčí: Juan Ortube Vargas |

| 4. srpna 1985 20:45      |          |        |                                                        |
| Brazílie                 | 2:0      | Mexiko | Šanghaj diváci: 25 000 rozhodčí: Karl-Heinz Tritschler |
| William 60' Mauricio 67' | (Report) |        | Šanghaj diváci: 25 000 rozhodčí: Karl-Heinz Tritschler |

## Play off

### Čtvrtfinále
| 7. srpna 1985 19:30             |          |                                           |                                                                    |
| Čína                            | 2:4      | SRN                                       | Stadion pracujících, Peking diváci: 80 000 rozhodčí: Amaldo Coelho |
| Guo Zhuang 14' Tu Shengqiao 39' | (Report) | Witeczek 10', 37', 45' Bi Sheng 35' (vl.) | Stadion pracujících, Peking diváci: 80 000 rozhodčí: Amaldo Coelho |

| 7. srpna 1985 19:30 |                         |        |                                                   |
| Austrálie           | 0:0 (prodl.) (2:4 pen.) | Guinea | Tchien-ťin diváci: 20 000 rozhodčí: Claudio Pieri |
|                     | (Report)                |        | Tchien-ťin diváci: 20 000 rozhodčí: Claudio Pieri |

| 7. srpna 1985 19:30  |          |                         |                                                        |
| Saúdská Arábie       | 1:2      | Brazílie                | Ta-lien diváci: 30 000 rozhodčí: Carlos Alfaro Venegas |
| Al Razgan 52' (pen.) | (Report) | William 38', 49' (pen.) | Ta-lien diváci: 30 000 rozhodčí: Carlos Alfaro Venegas |

| 7. srpna 1985 19:30 |          |                             |                                                        |
| Maďarsko            | 1:3      | Nigérie                     | Šanghaj diváci: 25 000 rozhodčí: Christopher Bambridge |
| Marik 2'            | (Report) | Momoh 17', 58' Igbinoba 60' | Šanghaj diváci: 25 000 rozhodčí: Christopher Bambridge |

### Semifinále
| 9. srpna 1985 19:30                  |          |                                          |                                                                          |
| SRN                                  | 4:3      | Brazílie                                 | Stadion pracujících, Peking diváci: 50 000 rozhodčí: Joaquin Urrea Reyes |
| Witeczek 15', 57', 66' Konerding 47' | (Report) | Bismarck 6' Andre Cruz 37' Rodrigues 70' | Stadion pracujících, Peking diváci: 50 000 rozhodčí: Joaquin Urrea Reyes |

| 9. srpna 1985 19:30 |                         |            |                                                  |
| Nigérie             | 1:1 (prodl.) (4:2 pen.) | Guinea     | Šanghaj diváci: 30 000 rozhodčí: Carlos Esposito |
| Atere 10'           | (Report)                | Soumah 20' | Šanghaj diváci: 30 000 rozhodčí: Carlos Esposito |

### O 3. místo
| 11. srpna 1985 17:30                              |          |           |                                                                 |
| Brazílie                                          | 4:1      | Guinea    | Stadion pracujících, Peking diváci: 80 000 rozhodčí: Cui Baoyin |
| Marques 11' Mauricio 42' William 51' Bismarck 73' | (Report) | Sylla 65' | Stadion pracujících, Peking diváci: 80 000 rozhodčí: Cui Baoyin |

### Finále
| 11. srpna 1985 19:30 |          |                           |                                                                            |
| SRN                  | 0:2      | Nigérie                   | Stadion pracujících, Peking diváci: 80 000 rozhodčí: Christopher Bambridge |
|                      | (Report) | Akpoborie 4' Igbinoba 79' | Stadion pracujících, Peking diváci: 80 000 rozhodčí: Christopher Bambridge |